# Listen (Jordan Rudess)
Listen is het tweede soloalbum van Jordan Rudess, uitgegeven in 1993.
In 1994 werd Rudess door Keyboard Magazine tot "Best New Talent" uitgeroepen. Deze onderscheiding kwam door zijn optredens en dit album.

## Nummers
Alle nummers gecomponeerd door Jordan Rudess.
1. Listen to the Voice – 3:52
2. Inspiration – 5:15
3. Beyond the Shoreline – 4:33
4. Fade Away – 4:32
5. It's a Mystery – 6:47
6. Feel the Magic – 6:26
7. Invisible Child – 5:59
8. Across the Sky – 7:17
9. Take Time – 7:47
10. Danielle – 5:19
11. Boogie Wacky Woogie – 2:31

## Musici
- Jordan Rudess - piano, keyboards, zang
- Barbera Bock - zang
- Jim Simmons - basgitaar
- Chris Amelar - gitaar
- Ken Mary - drums